# نوک‌نهنگ هکتور
نوک‌نهنگ هکتور آب‌بازی عضو خانواده نوک‌نهنگان است و از اعضای به نسبت کوچک جثه آن به شمار می‌رود. این نهنگ در نیم‌کره جنوبی زندگی می‌کند و نام آن به یاد سر جیمز هکتور، بنیان‌گذار موزه استعماری بریتانیا در ولینگتون استرالیا، گذارده شده است. بررسی‌های مولکولی نشان داده‌اند که نوک‌نهنگ پرین، که گمان می‌رفت متعلق به این گونه باشد، گونه‌ای جدا و مستقل است. نوک‌نهنگ هکتور در حیات وحش بسیار کم دیده شده است.

## توصیف ظاهری و رفتار
بیشتر اطلاعات به دست آمده از این گونه از بررسی بر روی لاشه تعدادی از آن‌ها که به ساحل افتاده بودند و نیز تنها یک بار مشاهده تایید شده یک نهنگ جوان در آب‌های استرالیا به دست آمده است.
طول نوک‌نهنگ هکتور بالغ به بیشینه ۴٫۲ متر و وزن آن به ۱ تن می‌رسد؛ ابعادی که این نهنگ را یکی از کوچک‌جثه‌ترین اعضای نوک‌نهنگ‌ها می‌کنند.
رنگ بدن این نهنگ قهوه‌ای مایل به خاکستری در بالای بدن و باله پشتی و رنگ روشن‌تر در زیر بدن است. بخش ملون در سر با شیب آرامی به سوی نوک حرکت می‌کند. نهنگ‌های بالغ نر دارای دندان‌هایی صاف و مثلث‌شکل در انتهای فک پایینی خود هستند. همانند بیشتر نهنگ‌های نوک‌دندان، دندان‌های عاج مانند در ماده‌ها دیده نمی‌شوند. باله پشتی کوچک، مثلث‌شکل، اندکی همانند قلاب است و در انتها گردشکل می‌شود. لبه جلویی باله پشتی با زاویه تندی به پشت بدن وصل می‌شود.
اطلاعات چندانی درباره عادات غذایی این گونه در دست نیست، به هر این حال گمان بر این می‌رود که رژیم غذایی آن شامل ماهی و ماهی مرکب باشد. از آنجا که آن‌ها فاقد دندان‌های کاربردی هستند، غذای خود را با مکش به درون دهان می‌برند.
به دلیل پراکندگی آن‌ها در اعماق اقیانوس و دسترسی سخت بهشان و به احتمال جمعیت پایینشان، دانش زیادی درباره چگونگی زادولد و تولید مثل آن‌ها موجود نیست.

## گستره و وضعیت بقا
نوک‌نهنگ هکتور به صورت مشخص در نیم‌کره جنوبی در نزدیکی قطب جنوب میان عرض‌های جغرافیایی °۳۵ تا °۵۵ جنوبی زندگی می‌کند. بیشتر گزارش‌ها از دیده شدن این جانور از زلاندنو بوده‌اند. این نهنگ همچنین در جزایر فالکلند و آفریقای جنوبی و تاسمانی و تیرا دل فوئگو در آمریکای جنوبی نیز دیده شده است.
این گونه تاکنون شکار نشده است و در تورهای ماهیگیری نیز به دام نیفتاده. بیشتر مشاهدات از این نهنگ از روی لاشه‌های به ساحل افتاده آن‌ها بوده که بیشتر در زلاندنو اتفاق افتاده‌اند.